# Home by the Sea
Home by the Sea est une chanson du groupe Genesis sortie sur l'album homonyme Genesis en 1983.

## Histoire
Sur cet album la chanson est en deux parties, intitulées Home by the Sea et Second Home by the Sea. Cette dernière est presque uniquement instrumentale avec Phil Collins y jouant de la batterie électronique et se termine avec la reprise du chant de la première partie, mais sur un tempo ralenti.
La chanson raconte l'histoire d'un cambrioleur qui entre dans une maison inoccupée et découvre qu'elle est hantée par des esprits qui le retiennent à l'intérieur, afin de lui raconter l'histoire de leur vie, ainsi il se retrouve irrémédiablement prisonnier dans cette maison hantée bordée par la mer.
Elle a été principalement écrite et composée par Tony Banks. Dans une interview, Phil Collins cite la partie instrumentale de cette chanson comme un exemple de la façon dont Genesis compose en jouant et en improvisant ensemble comme des musiciens de Jazz, en utilisant une boîte à rythme comme base de départ.
La chanson a du succès en particulier en Asie du Sud-Est, à cause de l'utilisation de la gamme pentatonique qui est à la base de la musique chinoise.

## Musiciens
- Tony Banks – claviers
- Phil Collins – batterie, batterie électronique (Second Home), percussions, chant
- Mike Rutherford – guitare, basse

## Reprises
Le groupe hommage allemand Still Collins, formé en 1995, incorpore régulièrement la chanson dans son répertoire de concert. Elle figure également sur son album The Genesis Live Special (2012).